# Paepalanthus polytrichoides
Paepalanthus polytrichoides là một loài thực vật có hoa thuộc họ Cỏ dùi trống. Loài này được Carl Sigismund Kunth mô tả khoa học đầu tiên năm 1841.